# Wanderlei Silva
Wanderlei César da Silva, meglio conosciuto come Wanderlei Silva (Curitiba, 3 luglio 1976), è un lottatore di arti marziali miste brasiliano.
È stato il campione dei pesi medi più vincente nella storia della prestigiosa promozione giapponese Pride, risultando imbattuto dal suo ingresso nel 1999 fino alla sua sconfitta nel 2004 in un incontro di pesi massimi contro Mark Hunt; ha anche vinto il torneo Pride 2003 Middleweight Grand Prix. Ha difeso il titolo dei pesi medi per quattro volte, dal 2001 fino alla sconfitta contro Dan Henderson nel 2007: in questo periodo era ampiamente considerato il lottatore più forte del mondo nella sua categoria di peso.
È stato anche campione dei pesi mediomassimi nella promozione brasiliana IVC e nel 2000 è stato un contendente al titolo dei pesi mediomassimi UFC, organizzazione nella quale ha poi combattuto dal 2007 fino al suo ritiro, avvenuto nel 2014. Ha fatto anche da allenatore nella prima e nella terza stagione brasiliana del reality show The Ultimate Fighter. Nel marzo 2016 ha siglato un contratto con la Bellator.
Wanderlei si è specializzato nella muay thai, nella kickboxing e ha ricevuto una cintura nera di jiu jitsu brasiliano da Carlos Gracie Jr.; si è guadagnato i soprannomi di "Axe Murderer" e "Cachorro Louco" per la sua aggressività, per il suo stile di combattimento e per il modo in cui osserva gli avversari prima degli incontri: la maggior parte dei suoi combattimenti sono infatti finiti con un KO. Vanta inoltre i record di vittorie, combattimenti e KO nella storia della Pride.

## Caratteristiche tecniche
Wanderlei Silva è un lottatore noto per il suo stile di combattimento altamente aggressivo e per la sua ferocia nei match, caratteristica che gli ha consentito di vincere gran parte dei suoi incontri prima del limite; tale aspetto trae origine dal suo passato nella lotta di strada a mani nude.
Nonostante vanti una cintura nera nel jiu jitsu brasiliano, non eccelle particolarmente dal punto di vista tecnico e predilige il combattimento in piedi: specializzato nella muay thai, abbina al proprio arsenale in attacco un'ottima difesa da takedown e da sottomissioni. Atleta dalla mano pesante che solitamente prende sempre l'iniziativa, è tuttavia considerato dalla critica un lottatore monodimensionale.
Durante gli anni alla Pride era considerato tra i migliori atleti pound for pound al mondo: benché rientri, infatti, nella categoria dei pesi medi, nel corso della sua carriera ha disputato numerosi incontri openweight, affrontando rivali di stazza ben più elevata come ad esempio il peso massimo Mirko Filipović e il corpulento Mark Hunt.
È opinione comune che il miglior Silva sia quello del periodo dei primi anni duemila, quando sapeva unire alla potenza dei propri pugni un ottimo cardio, una notevole resistenza ai colpi e anche una discreta velocità. Negli anni in Giappone era noto per le numerose varietà di pugni come ad esempio il gancio, il suo colpo da KO preferito, le ginocchiate al volto e il tanto discusso stomp, una tipologia di calcio discendente sull'avversario steso a terra.

## Carriera nelle arti marziali miste

### Inizi
Il background di Wanderlei César da Silva ha origine nel combattimento da strada, poi perfezionato con lo studio di muay thai e kickboxing, e si distinse fin dal periodo passato nell'esercito brasiliano come un abile combattente.
Debutta come professionista di vale tudo nel 1996 prendendo parte a diversi tornei nazionali, e in meno di tre anni ottiene uno score di sette vittorie ed una sconfitta, battendo anche il lottatore UFC e campione NCAA di lotta libera Mike van Arsdale per KO e vincendo il titolo dei pesi mediomassimi IVC contro Eugene Jackson.

### Ultimate Fighting Championship
Dopo l'ottima prova contro Mike van Arsdale Wanderlei venne scelto per partecipare all'evento UFC Brazil: Ultimate Brazil tenutosi nel 1998 a San Paolo: qui venne inserito nella main card per un incontro di pesi mediomassimi (al tempo denominati pesi medi) contro il connazionale Vítor Belfort, già vincitore del torneo UFC 12 e futuro grande campione dello sport; Belfort stese Wanderlei in appena 44 secondi, probabilmente la peggiore sconfitta in carriera per Wanderlei Silva.
Wanderlei tornò a combattere in UFC nel 1999 con l'evento UFC 20: Battle for the Gold, questa volta ospitato negli Stati Uniti, dove si impose per KO su Tony Petarra.
Nel 2000, quando Wanderlei aveva già combattuto tre incontri consecutivi nella promozione giapponese Pride, venne chiamato per l'evento UFC 25: Ultimate Japan 3 grazie anche al fatto che si disputava proprio nel paese del sol levante: qui ebbe la possibilità di lottare per il vacante titolo dei pesi mediomassimi UFC contro Tito Ortiz, perdendo ai punti.

### Pride Fighting Championships
Silva nel 1999 debuttò nella prestigiosa organizzazione giapponese Pride, al tempo considerata la migliore al mondo per le categorie di peso più elevate, con la sua prima vittoria ai punti in carriera contro lo statunitense Carl Malenko, portando il proprio record personale a 9-2.
Lo stesso anno sconfisse allo stesso modo l'eclettico lottatore Daijiro Matsui.
Nel 2000 ottenne la sua prima vittoria per presa di sottomissione quando strangolò nel primo round il maestro olandese di kickboxing Bob Schrijber, e nell'agosto dello stesso anno mise KO Todd Medina in un incontro in Brasile.
Successivamente ottiene una importante vittoria per KO sul vincitore del torneo UFC 13 Guy Mezger, vittoria che lo proietta come un top fighter di categoria pronto ad affrontare il meglio che la divisione può fornire.
Nell'ottobre del 2000 affronta l'esperto thaiboxer olandese Gilbert Yvel, terminando l'incontro in un "No Contest" in quanto Silva calciò l'inguine dell'avversario.
Verso fine anno Silva ottiene una delle vittorie più importanti della sua carriera sconfiggendo ai punti Dan Henderson, vincitore dei tornei UFC 17 e RINGS King of Kings 1999 e lottatore che negli anni a venire si confermerà come uno dei più grandi di tutti i tempi.
Nel 2001 porta il proprio record parziale in Pride a 6-0 con la vittoria per KO in meno di due minuti sulla leggenda delle MMA nipponiche Kazushi Sakuraba, vittoria che evidenzia Wanderlei come il leader della propria categoria di peso.
Dopo una facile vittoria per KO sul grappler Shungo Oyama sempre nel 2001 Wanderlei viene scelto come uno dei due contendenti al neonato titolo dei pesi medi Pride: l'avversario scelto è ancora il popolare Kazushi Sakuraba, e Silva si impose ancora per KO tecnico, divenendo il primo campione dei pesi medi nella storia della Pride.
Successivamente batte il pro-wrestler Alexander Otsuka e nel 2002 difende per la prima volta il proprio titolo stendendo durante la seconda ripresa un altro wrestler in Kiyoshi Tamura, mantenendo la sua imbattibilità nella promozione.
Lo stesso anno combatte un incontro di pesi massimi contro il fuoriclasse croato del kickboxing Mirko "Crocop" Filipović, da appena un anno passato dal K-1 alle MMA: l'incontro viene combattuto sotto regole speciali per le quali non può venire assegnata una vittoria ai punti, e al termine dell'incontro Wanderlei ottiene il primo pareggio della sua carriera.
In seguito rimedia facilmente la sua ventesima vittoria in carriera con un KO su Tatsuya Iwasaki, e sempre nel 2002 difende il proprio titolo per la seconda volta con una vittoria per KO tecnico nel primo round contro l'ex pro-wrestler Hiromitsu Kanehara.
Nel 2003 è il favorito del prestigioso torneo ad otto lottatori Pride 2003 Middleweight Grand Prix: nei quarti di finale sconfigge per la terza volta in carriera Kazushi Sakuraba per KO e in semifinale supera ai punti la medaglia d'oro olimpica di judo Hidehiko Yoshida. In finale si trova opposto a quel Quinton "Rampage" Jackson con il quale avrà un lungo feud negli anni a seguire; il wrestler statunitense primeggiò nella metà più difficile del tabellone del torneo, nella quale figuravano atleti del calibro di Chuck Liddell, Alistair Overeem e Murilo Bustamante; Silva riuscì a sconfiggere Rampage per KO tecnico nel primo round con una serie di ginocchiate, vincendo il torneo Pride 2003 Middleweight Grand Prix, vittoria che rimarcò la sua superiorità nella divisione.
Nel 2004 proseguì la sua imbattibilità nella divisione con le veloci vittorie per KO sul pro-wrestler Ikuhisa "Minowaman" Minowa e sul maestro di Shorinji Kenpō Yuki Kondo.
Lo stesso anno difese per la terza volta il suo titolo dei pesi medi nel rematch contro Quinton Jackson: questa volta Silva rischiò sul finire del primo round quando l'avversario lo stese e andò in monta, ma nella seconda ripresa Wanderlei chiuse la pratica ancora una volta con un KO tramite ginocchiate.

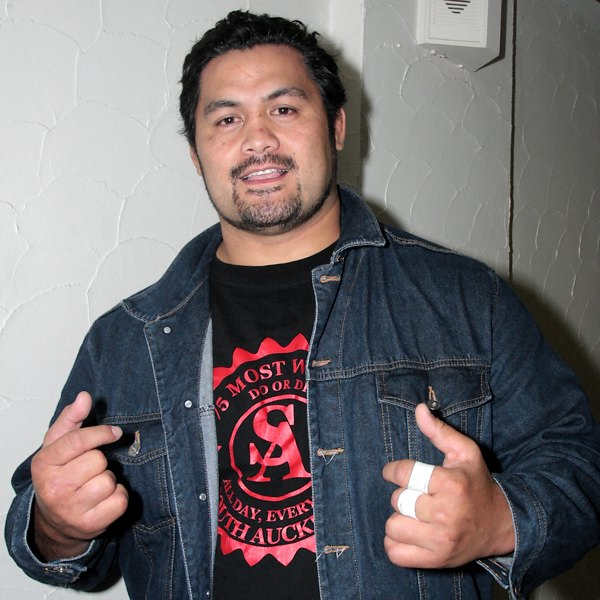
La striscia di 19 incontri senza sconfitta di Wanderlei Silva terminò a seguito di una sconfitta subita contro il neozelandese Mark Hunt nel 2004

Imbattuto in Pride dopo 19 incontri, Wanderlei combatté un incontro di pesi massimi il 31 dicembre 2004 contro il campione K-1 del 2001 Mark Hunt, lottatore dotato di uno striking potentissimo e di un mento granitico: Wanderlei riuscì a non farsi mettere KO dal rivale di categoria superiore, ma al termine dell'incontro il verdetto dei giudici fu amaro per lui, e terminò così la sua striscia di 19 incontri senza sconfitta, e fu la prima sconfitta in Pride.
Nel 2005 prese parte al torneo a sedici lottatori Pride 2005 Middleweight Grand Prix sempre da favorito, cercando di bissare il successo del 2003: nel primo turno faticò nel rematch contro il judoka Hidehiko Yoshida, mentre ebbe meno problemi nei quarti di finale mettendo KO un altro esperto di judo in Kazuhiro Nakamura.
In semifinale affrontò il connazionale e fuoriclasse di jiu jitsu brasiliano Ricardo Arona, ex campione della promozione RINGS e dominatore dei tornei ADCC Submission Wrestling World Championship di grappling: Wanderlei per la prima volta dal 2000 e per la primissima volta in Pride cadde in un incontro della sua divisione di peso, cedendo all'avversario ai punti per decisione unanime.
Il 31 dicembre 2005 ebbe modo di vendicarsi confrontandosi di nuovo con Ricardo Arona, questa volta per difendere il proprio titolo dei pesi medi per la quarta volta: Silva si impose con una risicata vittoria ai punti.
Nel 2006 l'ormai vero e proprio veterano brasiliano del Pride prese parte per la terza volta ad un torneo della promozione, questa volta al Pride 2006 Openweight Grand Prix aperto ad ogni categoria di peso per sostituire l'infortunato Fedor Emelianenko: nei quarti di finale superò il peso massimo ed esperto di lotta libera Kazuyuki Fujita per KO, togliendo così l'ultima speranza al pubblico di vedere un atleta giapponese superare il campione sudamericano, cosa paventata per il fatto che a Silva vennero opposti molti atleti di casa in passato.
In semifinale dovette riaffrontare il fenomenale kickboxer Mirko Filipović, che questa volta si presentava con un miglior curriculum nelle MMA alle spalle: Silva capitolò per la sesta volta in carriera contro il peso massimo croato che nel primo round stese l'avversario con la sua signature move, ovvero il calcio laterale sinistro alla testa.
Dopo numerose guerre all'interno del ring, era iniziata la fase calante della carriera di Wanderlei Silva, che nel 2007 perse anche il titolo dei pesi medi venendo steso nel rematch contro Dan Henderson in quello che fu il suo ultimo incontro nella promozione Pride, poi acquistata dalla Zuffa e infine assorbita dalla promozione statunitense UFC.
Sembrava che Silva dovesse partecipare all'evento Pride 34: Kamikaze dell'8 aprile 2007 in un incontro contro il connazionale, vincitore del torneo Pride 2005 Middleweight Grand Prix e futuro campione dei pesi mediomassimi UFC Mauricio Rua, ma la sfida saltò; Silva rimase così imbattuto negli incontri Pride di pesi medi con il regolamento standard, in quanto nell'incontro con Dan Henderson venne utilizzato il regolamento "Unified Rules of Mixed Martial Arts" generalmente adottato dalle promozioni statunitensi e che prevede round di cinque minuti e vieta gionocchiate e calci alla testa di un avversario a terra, regole che a detta di molti limitavano le doti principali dell'atleta brasiliano.

### Ritorno in UFC

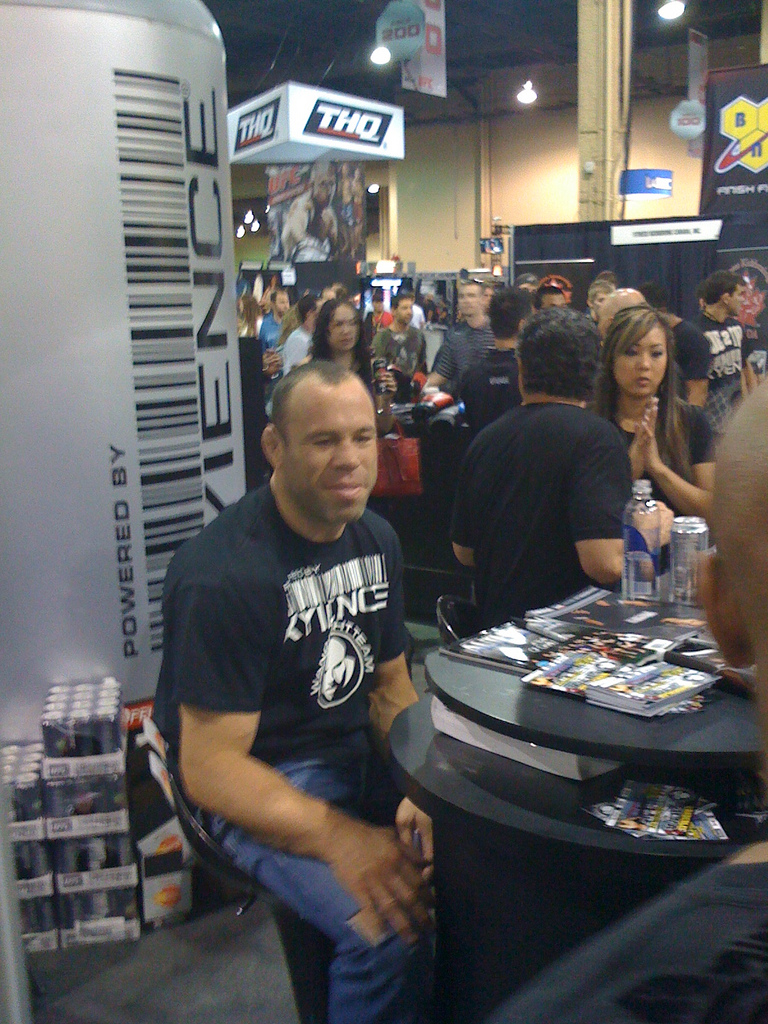
Wanderlei Silva al Fan Expo dell'evento UFC 100

Wanderlei Silva firmò con l'UFC il 17 agosto 2007 e fece il suo ritorno nell'ottagono il 29 dicembre con l'evento UFC 79: Nemesis dove sfidò nella categoria dei pesi mediomassimi quel Chuck Liddell ex campione dei pesi mediomassimi UFC che non ebbe modo di affrontare durante il torneo Pride 2003 Middleweight Grand Prix: Silva perse ai punti per decisione unanime dei giudici di gara che segnarono un punteggio di 29–28, 30–27 e 30–27, e tale incontro venne premiato Fight of the Year ai Fighters Only World MMA Awards nel 2008.
Nel 2008 ottenne la sua seconda vittoria in UFC a distanza di nove anni dalla prima stendendo in appena 36 secondi Keith Jardine, striker che aveva recentemente sconfitto Chuck Liddell ed il futuro campione di categoria Forrest Griffin; tale vittoria venne premiata Knockout of the Year ai Fighters Only World MMA Awards nel 2008.
Lo stesso anno arriva la tanto attesa trilogia con l'acerrimo rivale Quinton "Rampage" Jackson, contro il quale Silva vantava due vittorie per KO nella promozione Pride: questa volta Rampage riuscì a vendicarsi mettendo KO Silva nel primo round; al termine dell'incontro Wanderlei fece sapere di volere l'opportunità di affrontare nuovamente Jackson in futuro.
Nel 2009 Silva affrontò l'ex campione dei pesi medi UFC Rich Franklin in un incontro catchweight a 195 libbre (88,45 kg): l'incontro fu molto combattuto ed entrambi i lottatori finirono al tappeto in più occasioni durante lo scontro, ma alla fine i giudici premiarono l'atleta statunitense con il punteggio di 30–27, 29–28 e 29–28; a seguito dell'incontro Silva rimase fuori fino al 2010 per un'operazione al naso, e tornò per combattere nella categoria dei pesi medi.
Proveniente da cinque sconfitte negli ultimi sei incontri, il 21 febbraio 2010 esordì nella nuova categoria di peso a UFC 110 contro il top fighter britannico Michael Bisping, vincendo l'incontro ai punti con tutti i giudici di gara che gli assegnarono due round su tre.
Lo stesso anno avrebbe dovuto affrontare l'ex campione dei pesi mediomassimi Hero's Yoshihiro Akiyama, ma durante un allenamento Silva si fratturò tre costole e venne sostituito da Chris Leben: quest'ultimo sconfisse il giapponese e al termine dell'incontro lanciò ufficialmente la sfida a Wanderlei Silva.
Silva tornò attivo nel 2011 e inizialmente gli fu proposto come avversario Brian Stann, ma il brasiliano rifiutò e si materializzò la sfida contro Chris Leben: Leben mise KO Silva con un montante in soli 27 secondi, ulteriore segno evidente che i tempi migliori di Wanderlei Silva erano già passati da tempo, e questa cosa venne rimarcata anche da Dana White nel post-match ritenendo che era il momento migliore per il ritiro della leggenda brasiliana.
Wanderlei volle invece proseguire e sostituì Vítor Belfort nel match contro l'ex campione dei pesi medi Strikeforce e attore specializzato nei film di arti marziali Cung Le: l'eccezionale tecnica nei calci dell'atleta vietnamita mise in grave difficoltà Silva che però riuscì a tornare in partita nel secondo round e a vincere per KO tecnico.
Nel 2012 Wanderlei venne scelto assieme a Vítor Belfort come allenatore nella stagione brasiliana del reality show The Ultimate Fighter; i due allenatori avrebbero dovuto sfidarsi a Belo Horizonte con l'evento UFC 147, ma Belfort si ruppe una mano e venne sostituito da Rich Franklin in un rematch sempre catchweight ma a 190 libbre (86,18 kg): l'incontro fu al meglio dei cinque round e Franklin ne uscì ancora vincitore ai punti, ancora una volta rischiando di venire messo KO da Silva nel secondo round.
Nel 2013 torna in Giappone per un incontro di pesi mediomassimi contro l'ex campione WEC Brian Stann, combattendo a viso aperto un match molto spettacolare e vincendo per KO durante la seconda ripresa: fu il primo a riuscire a stendere con un KO pulito l'ex marine.
Nel 2014 venne scelto come allenatore per la terza stagione brasiliana del reality show The Ultimate Fighter opposto a Chael Sonnen; finito il reality i due coach avrebbero dovuto affrontarsi prima con l'evento The Ultimate Fighter Brazil 3 Finale: Miocic vs. Maldonado e poi in luglio a UFC 175: Weidman vs. Machida negli Stati Uniti, ma proprio Wanderlei Silva non si presentò ad un'udienza della commissione atletica del Nevada per ottenere la licenza per combattere e venne sostituito dal connazionale Vítor Belfort; la commissione atletica del Nevada prese quindi la decisione di espellere Silva a vita dalle competizioni, decisione alla quale nel 2015 il brasiliano presentò ricorso in tribunale.
Dopo tale scandalo nel settembre 2014 Wanderlei Silva annunciò il proprio ritiro dalle MMA tramite un video.

### Bellator MMA
Nel 2016, nei primi giorni di marzo, la Bellator MMA annunciò la firma da parte di Silva per la promozione. La sua sospensione a vita dalle competizioni venne ridotta dalla commissione atletica del Nevada a soli 3 anni, quindi fino a maggio del 2017. Questa sospensione però non gli impedirà di combattere in territori che non fanno parte degli Stati Uniti.
Dopo quattro anni lontano dal ring, il brasiliano torna a combattere il 24 giugno 2017 per sfidare Chael Sonnen a Bellator 180. Più volte vicino a mettere KO il nemico, Silva viene tuttavia sopraffatto dalla superiorità di Sonnen nella lotta libera e viene nettamente sconfitto ai punti dopo tre riprese. Il 29 settembre 2018 viene sconfitto da Rampage Jackson all'evento Bellator 206.

## Risultati nelle arti marziali miste
| Risultato  | Record      | Avversario         | Metodo                                 | Evento                              | Data              | Round | Tempo | Luogo                   | Note                                                 |
| Sconfitta  | 35-14-1 (1) | Quinton Jackson    | KO tecnico (pugni)                     | Bellator 206                        | 29 settembre 2018 | 2     | 4:32  | San Jose, Stati Uniti   |                                                      |
| Sconfitta  | 35-13-1 (1) | Chael Sonnen       | Decisione (unanime)                    | Bellator 180                        | 24 giugno 2017    | 3     | 5:00  | New York, Stati Uniti   | Debutto in Bellator                                  |
| Vittoria   | 35-12-1 (1) | Brian Stann        | KO (pugni)                             | UFC on Fuel TV: Silva vs. Stann     | 3 marzo 2013      | 2     | 4:08  | Saitama, Giappone       | Passa ai Pesi Mediomassimi                           |
| Sconfitta  | 34-12-1 (1) | Rich Franklin      | Decisione (unanime)                    | UFC 147: Silva vs. Franklin II      | 23 giugno 2012    | 5     | 5:00  | San Paolo, Brasile      |                                                      |
| Vittoria   | 34-11-1 (1) | Cung Le            | KO Tecnico (ginocchiate e pugni)       | UFC 139: Shogun vs. Henderson       | 19 novembre 2011  | 2     | 4:49  | San Jose, California    |                                                      |
| Sconfitta  | 33-11-1 (1) | Chris Leben        | KO (pugni)                             | UFC 132: Cruz vs. Faber             | 2 luglio 2011     | 1     | 0:27  | Las Vegas, Nevada       |                                                      |
| Vittoria   | 33-10-1 (1) | Michael Bisping    | Decisione (unanime)                    | UFC 110: Nogueira vs. Velasquez     | 21 febbraio 2010  | 3     | 5:00  | Sydney, Australia       | Passa ai Pesi Medi                                   |
| Sconfitta  | 32-10-1 (1) | Rich Franklin      | Decisione (unanime)                    | UFC 99: The Comeback                | 13 giugno 2009    | 3     | 5:00  | Colonia, Germania       |                                                      |
| Sconfitta  | 32–9–1 (1)  | Quinton Jackson    | KO (pugno)                             | UFC 92: The Ultimate 2008           | 27 dicembre 2008  | 1     | 3:21  | Las Vegas, Stati Uniti  |                                                      |
| Vittoria   | 32–8–1 (1)  | Keith Jardine      | KO (pugni)                             | UFC 84: Ill Will                    | 24 maggio 2008    | 1     | 0:36  | Las Vegas, Stati Uniti  |                                                      |
| Sconfitta  | 31–8–1 (1)  | Chuck Liddell      | Decisione (unanime)                    | UFC 79: Nemesis                     | 29 dicembre 2007  | 3     | 5:00  | Las Vegas, Stati Uniti  |                                                      |
| Sconfitta  | 31–7–1 (1)  | Dan Henderson      | KO (pugno)                             | Pride 33: The Second Coming         | 24 febbraio 2007  | 3     | 2:08  | Las Vegas, Stati Uniti  | Perde il titolo dei Pesi Medi Pride                  |
| Sconfitta  | 31–6–1 (1)  | Mirko Filipović    | KO (Calcio alla testa)                 | Pride Final Conflict Absolute       | 10 settembre 2006 | 1     | 5:26  | Saitama, Giappone       | Pride 2006 Openweight Grand Prix, Semifinale         |
| Vittoria   | 31–5–1 (1)  | Kazuyuki Fujita    | KO tecnico (pugni e soccer kick)       | Pride Critical Countdown Absolute   | 1º luglio 2006    | 1     | 9:21  | Saitama, Giappone       | Pride 2006 Openweight Grand Prix, Quarti di finale   |
| Vittoria   | 30–5–1 (1)  | Ricardo Arona      | Decisione (non unanime)                | Pride Shockwave 2005                | 31 dicembre 2005  | 3     | 5:00  | Saitama, Giappone       | Difende il titolo dei Pesi Medi Pride                |
| Sconfitta  | 29–5–1 (1)  | Ricardo Arona      | Decisione (unanime)                    | Pride Final Conflict 2005           | 28 agosto 2005    | 2     | 5:00  | Saitama, Giappone       | Pride 2005 Middleweight Grand Prix, Semifinale       |
| Vittoria   | 29–4–1 (1)  | Kazuhiro Nakamura  | KO Tecnico (pugni)                     | Pride Critical Countdown 2005       | 24 giugno 2005    | 1     | 5:24  | Saitama, Giappone       | Pride 2005 Middleweight Grand Prix, Quarti di finale |
| Vittoria   | 28–4–1 (1)  | Hidehiko Yoshida   | Decisione (non unanime)                | Pride Total Elimination 2005        | 23 aprile 2005    | 3     | 5:00  | Osaka, Giappone         | Pride 2005 Middleweight Grand Prix, Primo turno      |
| Sconfitta  | 27–4–1 (1)  | Mark Hunt          | Decisione (non unanime)                | Pride Shockwave 2004                | 31 dicembre 2004  | 3     | 5:00  | Saitama, Giappone       |                                                      |
| Vittoria   | 27–3–1 (1)  | Quinton Jackson    | KO (ginocchiate)                       | Pride 28: High Octane               | 31 ottobre 2004   | 2     | 3:26  | Saitama, Giappone       | Difende il titolo dei Pesi Medi Pride                |
| Vittoria   | 26–3–1 (1)  | Yuki Kondo         | KO (pestoni)                           | Pride Final Conflict 2004           | 15 agosto 2004    | 1     | 2:46  | Saitama, Giappone       |                                                      |
| Vittoria   | 25–3–1 (1)  | Ikuhisa Minowa     | KO (pugni)                             | Pride Bushido 2                     | 15 febbraio 2004  | 1     | 1:09  | Yokohama, Giappone      |                                                      |
| Vittoria   | 24–3–1 (1)  | Quinton Jackson    | KO Tecnico (ginocchiate)               | Pride Final Conflict 2003           | 9 novembre 2003   | 1     | 6:28  | Tokyo, Giappone         | Vince il Pride 2003 Middleweight Grand Prix          |
| Vittoria   | 23–3–1 (1)  | Hidehiko Yoshida   | Decisione (unanime)                    | Pride Final Conflict 2003           | 9 novembre 2003   | 2     | 5:00  | Tokyo, Giappone         | Pride 2003 Middleweight Grand Prix, Semifinale       |
| Vittoria   | 22–3–1 (1)  | Kazushi Sakuraba   | KO (pugno)                             | Pride Total Elimination 2003        | 10 agosto 2003    | 1     | 5:01  | Saitama, Giappone       | Pride 2003 Middleweight Grand Prix, Primo turno      |
| Vittoria   | 21–3–1 (1)  | Hiromitsu Kanehara | KO Tecnico (stop medico)               | Pride 23: Championship Chaos 2      | 24 novembre 2002  | 1     | 3:40  | Tokyo, Giappone         | Difende il titolo dei Pesi Medi Pride                |
| Vittoria   | 20–3–1 (1)  | Tatsuya Iwasaki    | KO Tecnico (calcio alla testa e pugni) | Pride Shockwave                     | 28 agosto 2002    | 1     | 1:16  | Tokyo, Giappone         |                                                      |
| Parità     | 19–3–1 (1)  | Mirko Filipović    | Parità                                 | Pride 20: Armed and Ready           | 28 aprile 2002    | 5     | 3:00  | Yokohama, Giappone      |                                                      |
| Vittoria   | 19–3 (1)    | Kiyoshi Tamura     | KO (pugno)                             | Pride 19: Bad Blood                 | 24 febbraio 2002  | 2     | 2:28  | Saitama, Giappone       | Difende il titolo dei Pesi Medi Pride                |
| Vittoria   | 18–3 (1)    | Alexander Otsuka   | KO Tecnico (stop medico)               | Pride 18: Cold Fury 2               | 23 dicembre 2001  | 3     | 2:02  | Fukuoka, Giappone       |                                                      |
| Vittoria   | 17–3 (1)    | Kazushi Sakuraba   | KO Tecnico (stop medico)               | Pride 17: Championship Chaos        | 3 novembre 2001   | 1     | 10:00 | Tokyo, Giappone         | Vince il titolo dei Pesi Medi Pride                  |
| Vittoria   | 16–3 (1)    | Shungo Oyama       | KO Tecnico (pugni)                     | Pride 14: Clash of the Titans       | 27 maggio 2001    | 1     | 0:30  | Yokohama, Giappone      |                                                      |
| Vittoria   | 15–3 (1)    | Kazushi Sakuraba   | KO Tecnico (ginocchiate e soccer kick) | Pride 13: Collision Course          | 25 marzo 2001     | 1     | 1:38  | Saitama, Giappone       |                                                      |
| Vittoria   | 14–3 (1)    | Dan Henderson      | Decisione (unanime)                    | Pride 12: Cold Fury                 | 9 dicembre 2000   | 2     | 10:00 | Saitama, Giappone       |                                                      |
| No Contest | 13–3 (1)    | Gilbert Yvel       | No Contest (colpo all'inguine)         | Pride 11: Battle of the Rising Sun  | 31 ottobre 2000   | 1     | 0:21  | Osaka, Giappone         |                                                      |
| Vittoria   | 13–3        | Guy Mezger         | KO (pugni)                             | Pride 10: Return of the Warriors    | 27 agosto 2000    | 1     | 3:45  | Saitama, Giappone       |                                                      |
| Vittoria   | 12–3        | Todd Medina        | KO (ginocchiate)                       | Meca World Vale Tudo 2              | 12 agosto 2000    | 1     | 0:39  | Curitiba, Brasile       |                                                      |
| Sconfitta  | 11–3        | Tito Ortiz         | Decisione (unanime)                    | UFC 25: Ultimate Japan 3            | 14 aprile 2000    | 5     | 5:00  | Tokyo, Giappone         | Per il titolo dei Pesi Mediomassimi UFC              |
| Vittoria   | 11–2        | Bob Schrijber      | Sottomissione (rear naked choke)       | Pride Grand Prix 2000 Opening Round | 30 gennaio 2000   | 1     | 2:42  | Tokyo, Giappone         |                                                      |
| Vittoria   | 10–2        | Daijiro Matsui     | Decisione (unanime)                    | Pride 8                             | 21 novembre 1999  | 2     | 10:00 | Tokyo, Giappone         |                                                      |
| Vittoria   | 9–2         | Carl Malenko       | Decisione (unanime)                    | Pride 7                             | 12 settembre 1999 | 2     | 10:00 | Yokohama, Giappone      | Debutto in Pride                                     |
| Vittoria   | 8–2         | Tony Petarra       | KO (ginocchiata)                       | UFC 20: Battle for the Gold         | 7 maggio 1999     | 1     | 2:53  | Birmingham, Stati Uniti |                                                      |
| Vittoria   | 7–2         | Eugene Jackson     | KO Tecnico (Sottomissione ai colpi)    | IVC 10: World Class Champions       | 27 aprile 1999    | 1     | 0:32  | Brasile                 | Vince il titolo dei Pesi Mediomassimi IVC            |
| Vittoria   | 6–2         | Adriano Serrano    | KO (pugni e soccer kick)               | IVC 9: The Revenge                  | 20 gennaio 1999   | 1     | 0:32  | , Aracaju, Brasile      |                                                      |
| Sconfitta  | 5–2         | Vítor Belfort      | KO Tecnico (pugni)                     | UFC: Ultimate Brazil                | 16 ottobre 1998   | 1     | 0:44  | San Paolo, Brasile      | Debutto in UFC                                       |
| Vittoria   | 5–1         | Mike Van Arsdale   | KO (pugni e soccer kick)               | IVC 6: The Challenge                | 23 agosto 1998    | 1     | 4:00  | San Paolo, Brasile      |                                                      |
| Sconfitta  | 4–1         | Artur Mariano      | KO Tecnico (ferita)                    | IVC 2: A Question of Pride          | 15 settembre 1997 | 1     | 13:10 | San Paolo, Brasile      |                                                      |
| Vittoria   | 4–0         | Egidio da Costa    | KO Tecnico (Sottomissione ai pugni)    | IVC 2: A Question of Pride          | 15 settembre 1997 | 1     | 2:27  | San Paolo, Brasile      |                                                      |
| Vittoria   | 3–0         | Sean Bormet        | KO (calcio alla testa)                 | IVC 2: A Question of Pride          | 15 settembre 1997 | 1     | 1:19  | San Paolo, Brasile      |                                                      |
| Vittoria   | 2–0         | Marcelao Barbosa   | KO Tecnico (infortunio alla spalla)    | Brazilian Vale Tudo 10              | 1º luglio 1997    | 1     | 0:20  | Brasile                 |                                                      |
| Vittoria   | 1–0         | Dilson Filho       | KO (gomitata)                          | Brazilian Vale Tudo 6               | 1º novembre 1996  | 1     | 3:35  | Brasile                 |                                                      |

## Filmografia
- Kickboxer: Retaliation, regia di Dimitri Logothetis (2018)